# Sully Boyar
Sully Boyar (14 de diciembre de 1924-23 de marzo de 2001) fue un actor estadounidense de origen ruso y judío. Miembro de la escuela Actors Studio, Boyar trabajó con Al Pacino en la laureada película de 1975 Tarde de perros y figuró en otras producciones cinematográficas como Night of the Juggler, Car Wash, In the Soup, The Jazz Singer y Alguien a quien amar, además de interpretar al doctor Krakower en la reconocida serie de televisión Los Soprano.
El 23 de marzo de 2001, mientras aguardaba en una parada de autobuses en Queens, el actor falleció de un paro cardíaco a los 76 años.

## Filmografía

### Cine
| Año  | Título                                | Papel                  | Notas             |
| ---- | ------------------------------------- | ---------------------- | ----------------- |
| 1965 | Man Outside                           | Policía                |                   |
| 1969 | Me and My Brother                     |                        |                   |
| 1971 | The Panic in Needle Park              | Doctor                 |                   |
| 1971 | Made for Each Other                   | Psiquiatra             |                   |
| 1971 | The Gang That Couldn't Shoot Straight | Tendero                | No acreditado     |
| 1972 | Last of the Red Hot Lovers            | Hombre en la cafetería |                   |
| 1972 | The King of Marvin Gardens            | Lebowitz               |                   |
| 1972 | Up the Sandbox                        | Gordo                  | No acreditado     |
| 1974 | The Gambler                           | Hy                     |                   |
| 1975 | Tarde de perros                       | Mulvaney               |                   |
| 1976 | Car Wash                              | Leon 'Mr. B' Barrow    |                   |
| 1977 | The Deadliest Season                  | Tom Feeney             |                   |
| 1978 | Smokey and the Good Time Outlaws      |                        |                   |
| 1978 | Oliver's Story                        | Sr. Gentilano          |                   |
| 1980 | Night of the Juggler                  | Larry                  |                   |
| 1980 | The Kidnapping of the President       | Agente del FBI         |                   |
| 1980 | The Jazz Singer                       | Eddie Gibbs            |                   |
| 1981 | Fort Apache, The Bronx                | Dugan                  |                   |
| 1982 | The Entity                            | Sr. Reisz              |                   |
| 1983 | The American Snitch                   | Pommeranz              |                   |
| 1985 | Too Scared to Scream                  | Sydney Blume           |                   |
| 1985 | Prizzi's Honor                        | Casco Vascone          |                   |
| 1986 | The Manhattan Project                 | Guardián nocturno      |                   |
| 1987 | Best Seller                           | Monks                  |                   |
| 1989 | Mortal Sins                           |                        |                   |
| 1989 | The Lemon Sisters                     | Baxter O'Neil          |                   |
| 1990 | Betsy's Wedding                       | Morris                 |                   |
| 1992 | In the Soup                           | Anciano                |                   |
| 1994 | Somebody to Love                      | Propietario del teatro |                   |
| 1994 | Hits!                                 | Sr. Dougherty          |                   |
| 1999 | Just the Ticket                       | Tony                   |                   |
| 2004 | Delivery Method                       |                        | Aparición póstuma |